# ГЕС Йохенштайн
ГЕС Йохенштайн — гідроелектростанція на річці Дунай на кордоні Німеччини та Австрії (Баварія та Верхня Австрія відповідно). Розташована між іншими ГЕС дунайського каскаду — Кахлет (Німеччина, вище по течії) та Ашах.
Будівництво електростанції розпочалось у 1952-му та завершилось в 1956-му (судноплавний шлюз ввели в дію на два роки раніше). При цьому річку перекрили водопропускною греблею, яка створює підпір до розташованої вище греблі Кахлет, що потребувало спорудження протяжних берегових захисних дамб. Біля правого берега в ній обладнано шість водопропускних шлюзів, біля лівого — два типові для ГЕС дунайського каскаду судноплавні шлюзи з довжиною та шириною шлюзової камери 230 і 24 метри відповідно. У центральній частині греблі розміщено машинний зал.
Основне обладнання станції включає п'ять турбін типу Каплан загальною потужністю 132 МВт. При напорі у 9 м вони забезпечують річне виробництво на рівні прибл. 0,85 млн кВт·год.